# Dischi

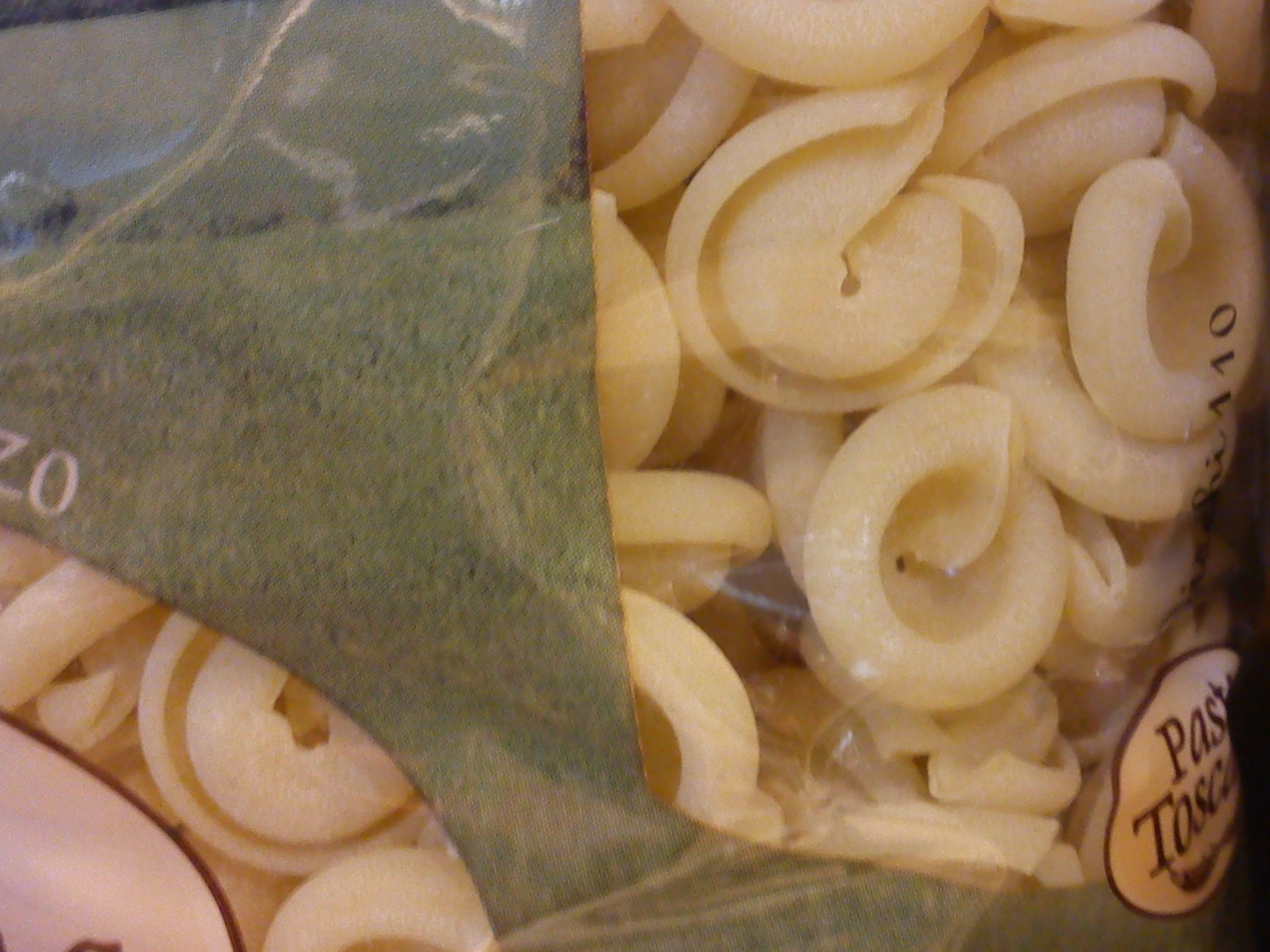
Dischi volanti

Dischi, dischi volanti (czytaj: diski, dosł. latające talerze, także: messicani) – rodzaj włoskiego makaronu w kształcie dysków-ślimaczków, stosowany najczęściej do zup lub sałatek makaronowych.
Nazwa rozpowszechniła się wkrótce po wymyśleniu nazwy niezidentyfikowanych obiektów latających w 1947.